# みどり生命保険
みどり生命保険株式会社（みどりせいめいほけん、英: Midori Life Insurance）は、東京都に本社を置く日本の生命保険会社である。2008年8月に、内閣総理大臣より生命保険業免許を取得し、名称を「みどり設立準備株式会社」から「みどり生命保険株式会社」へ変更した。

## 概要
2008年10月に、冠婚葬祭互助会業の株式会社ベルコと、株式会社ごじょいるが共同出資して冠婚葬祭互助会の関連会社として営業を開始。
互助会代理店、乗合代理店等を通じて、終活等の高齢化社会におけるお客様ニーズを機動的に捉え、終身保険など第一分野の商品・サービスの提供に取り組んでいる。
2025 年 6 月に、みどり信託 と提携し、みどり生命の保険契約のうち単身世帯者について、死後の各種手続きを円滑に進めるための仕組み「おひとりさまサービス」を開始。

## 沿革
- 2008 年 8 月 - 内閣総理大臣より生命保険業免許を取得。名称を「みどり設立準備株式会社」から「みどり生命保険株式会社」へ変更[1]。
- 2008 年 10 月 - 営業および商品販売を開始。
- 2018 年 10 月 - 創業 10 周年
- 2023 年 10 月 - 創業 15 周年

## 企業理念
- 社会のために

公正誠実な企業活動に努め、ライフエンディングに寄り添い、社会に貢献します。
- お客様のために

高齢のお客様にも安心して未来を託せる会社を創ります。
- ビジネスパートナーのために

代理店をはじめとするパートナーとの信頼関係を大切に、相互の発展を目指します。
- 従業員のために

すべての従業員が、活力を持ち創造性を発揮する企業風土を築きます。
を使命としている。

## 本社機能
- 上野本社 - 東京都台東区東上野3-18-7　上野駅前ビル6階/7階
- 王子本社 - 東京都北区王子6-3-43　王子豊島パークビル

## 主力商品
- 無選択型生存保険金付定期保険「はなみずき」- 2008年10月発売
- 無選択型終身保険（低解約払戻金型）「みどりの終身メモリアル」- 2015年5月発売
- 無配当収入保障保険（無解約払戻金型）「かぞくエール」- 2022年8月発売